# Priaranza del Bierzo
Priaranza del Bierzo település Spanyolországban, León tartományban. Lakosainak száma 699 fő (2024).

## Földrajza
Priaranza del Bierzo Ponferrada, Benuza, Borrenes és Carracedelo községekkel határos.

## Népesség
A település lakosságának változását az alábbi diagram mutatja:
| Lakosok száma | 964  | 865  | 914  | 866  | 828  | 832  | 785  | 788  | 742  | 699  |
|               | 2001 | 2004 | 2007 | 2009 | 2012 | 2014 | 2017 | 2019 | 2022 | 2024 |